# Vandellia viscosa
Vandellia viscosa är en tvåhjärtbladig växtart som först beskrevs av Jens Wilken Hornemann, och fick sitt nu gällande namn av Elmer Drew Merrill. Vandellia viscosa ingår i släktet Vandellia och familjen Linderniaceae. Inga underarter finns listade i Catalogue of Life.